# Homadaula lasiochroa
Homadaula lasiochroa is een vlinder uit de familie van de Galacticidae. De soort is voor het eerst wetenschappelijk beschreven door Oswald Bertram Lower in een publicatie uit 1899.
De soort komt voor in Australië.